# Bernard Kipyego
Bernard Kiprop Kipyego (Keiyo-district, 16 juli 1986) is een Keniaanse langeafstandsloper.

## Loopbaan
Kipyego won in 2005 een zilveren medaille op de wereldkampioenschappen veldlopen. Op de WK veldlopen van 2007 won hij een bronzen medaille in de seniorenrace. Met het Keniaanse team won hij tevens de landenwedstrijd. Op de Memorial Van Damme 2007 viel hij, met een persoonlijk record van 26.59,61 op de 10.000 m, net buiten de medailles.
Op de Dam tot Damloop in 2007 stond hij aan de start als een van de favorieten voor de eindzege. De wedstrijd werd echter gewonnen door Zersenay Tadese uit Eritrea in 45.51. Kipyego werd tweede in 46.21.
In zowel 2014 als 2015 wint hij de Marathon van Amsterdam.
Kipyego en zijn vrouw Esilyne hebben samen vier kinderen.

## Persoonlijke records
Baan
| Onderdeel | Prestatie | Datum             | Plaats  |
| --------- | --------- | ----------------- | ------- |
| 3000 m    | 7.50,57   | 19 juli 2006      | Luik    |
| 5000 m    | 13.09,96  | 29 juli 2005      | Oslo    |
| 10.000 m  | 26.59,61  | 14 september 2007 | Brussel |

Weg
| Onderdeel      | Prestatie | Datum             | Plaats    |
| -------------- | --------- | ----------------- | --------- |
| 10 km          | 27.44     | 13 september 2009 | Rotterdam |
| 15 km          | 41.54     | 13 september 2009 | Rotterdam |
| 20 km          | 56.36     | 4 september 2010  | Rijsel    |
| halve marathon | 59.10     | 13 september 2009 | Rotterdam |
| 25 km          | 1:13.54   | 11 april 2010     | Rotterdam |
| 30 km          | 1:28.50   | 9 oktober 2011    | Chicago   |
| marathon       | 2:06.19   | 18 oktober 2015   | Amsterdam |

## Palmares

### 5000 m
- 2004: 4e Global Athletics Meeting in Nijmegen - 13.24,27
- 2005:  London Super Grand Prix in Londen - 13.12,47
- 2005: 5e Bislett Games - 13.09,96
- 2006:  Nacht van de Atletiek - 13.20,78
- 2007:  Golden Games in Nobeoka - 13.13,40
- 2008: 9e Wereldatletiekfinale - 13.41,43

### 10.000 m
- 2003:  Afrikaanse jeugdkamp. in Garoua - 29.29,09
- 2004:  Athletics Kenya Sixth Weekend Meeting in Eldoret - 28.45,7
- 2005: 4e FBK Games - 27.04,45
- 2006: 4e FBK Games - 27.19,45
- 2007: 4e Memorial Van Damme - 26.59,61
- 2008:  Memorial Van Damme - 27.08,06
- 2009:  Keniaanse kamp. in Nairobi - 27.44,80
- 2009: 5e WK - 27.18,47

### 10 km
- 2008:  Great Edinburgh Run - 28.59
- 2009:  Great Edinburgh Run - 28.27
- 2009:  Sunfeast World in Bangalore - 28.24

### 15 km
- 2004: 5e Zevenheuvelenloop - 43.22,8
- 2005:  Zevenheuvelenloop - 43.25,2
- 2005:  Montferland Run- 43.33
- 2006:  Zevenheuvelenloop - 42.43,2
- 2007:  Zevenheuvelenloop - 43.42,0

### 10 Eng. mijl
- 2007:  Dam tot Damloop - 46.21
- 2008:  Dam tot Damloop - 46.03
- 2008:  Great South Run - 46.43

### halve marathon
- 2009:  halve marathon van Berlijn - 59.34
- 2009: 4e halve marathon van Rotterdam - 59.09,9
- 2009:  WK in Birmingham - 59.59
- 2010:  halve marathon van Lille (Rijsel) - 59.40
- 2010: 6e City-Pier-City Loop - 1:00.02
- 2010:  halve marathon van Valencia - 1:02.08
- 2011  halve marathon van Ras al-Khaimah - 59.45
- 2011:  halve marathon van Lille - 1:00.09
- 2012: 4e halve marathon van Ras al-Khaimah - 1:01.29
- 2013:  halve marathon van Kochi - 1:02.56
- 2014: 5e halve marathon van Ras al-Khaimah - 59.47
- 2014:  halve marathon van Porto - 1:00.38
- 2014:  halve marathon van Kochi - 1:02.38
- 2016:  halve marathon van Egmond - 1:08.33
- 2016: 5e halve marathon van Zwolle - 1:03.27
- 2019: 7e halve marathon van Madrid - 1:03.04

### marathon
- 2010: 5e marathon van Rotterdam - 2:07.01
- 2010: 6e marathon van Berlijn - 2:08.50
- 2011:  marathon van Parijs - 2:07.14
- 2011:  Chicago Marathon - 2:06.29
- 2012:  Boston Marathon - 2:13.13
- 2012: 6e Chicago Marathon - 2:06.40
- 2013:  marathon van Tokio - 2:07.53
- 2013: 12e WK in Moskou - 2:14.01
- 2013:  marathon van Peking - 2:07.19
- 2014:  marathon van Rotterdam - 2:07.57,5
- 2014:  marathon van Amsterdam - 2:06.22
- 2015: 4e Boston Marathon - 2:10.47
- 2015:  marathon van Amsterdam - 2:06.19
- 2016:  marathon van Tokio - 2:07.33
- 2016: 8e marathon van Amsterdam - 2:06.45
- 2017:  marathon van Chicago - 2:10.23
- 2017: 6e marathon van Tokio - 2:08.10
- 2018: 10e marathon van Seoel - 2:10.16
- 2023:  marathon van Enschede - 2:09.15

### veldlopen
- 2003: 4e Warandeloop - 30.24
- 2004:  Warandeloop - 29.38
- 2005:  WK junioren - 24.00
- 2007:  WK - 36.37
- 2008: 10e WK - 35.24